# (20290) Seanraj
(20290) Seanraj (1998 FJ65) – planetoida z pasa głównego asteroid okrążająca Słońce w ciągu 3,38 lat w średniej odległości 2,25 j.a. Odkryta 20 marca 1998 roku.